# Куеконг (стадіон)
Мультиспортивний стадіон Бафусама (фр. Stade Omnisports de Bafoussam), також відомий як «Куеконг» (фр. Stade Kouekong) — багатофункціональний стадіон у селі Куеконг, передмісті Бафусама, столиці Західного регіону Камеруну.

## Історія
Будівництво стадіону за 16 кілометрів від центру міста Бафусам розпочали у 2014 році і завершили у 2016 році. У присутності міністра спорту П'єра Ісмаеля Бідунга Кпвата та представників КАФ відкриття відбулося 29 квітня 2016 року. Перший матч на стадіоні пройшов тоді ж у межах відбору на юнацький (U-17) Кубок африканських націй 2017 року між Камеруном та Замбією.
На початку 2022 року на стадіоні пройшли сім матчів 33-го Кубка африканських націй.